# Harry Samuels
Harry Samuels (* 18. November 1893 in Liverpool; † 1976) war ein britischer Rechtsanwalt.

## Leben und Tätigkeit
Samuels war ein Sohn des Juweliers Morris Samuels und seiner Ehefrau Rose, geb. Hyams. Er besuchte von 1907 bis 1912 das Liverpool College. Anschließend studierte er Rechtswissenschaften am Wadham College der Universität Oxford, wo er einen Master-Abschluss (mit honors) erwarb. 1923 erhielt er die Zulassung als Barrister-at-law in London. Seine Schwerpunkte waren das Wirtschaftsrecht, Arbeitsrecht und Gewerkschaftsrecht.
Seit den 1920er Jahren veröffentlichte Samuels zudem zahlreiche Bücher zu rechtlichen Themen. Außerdem war er Beiträger der Encyclopedia Britannica.
Als Jurist gehörte Samuels zahlreichen Ausschüssen an: So war Er Mitglied des Islington and East London Rent Ribunal (seit 1946 als chairman), des Confectionery and Food Preserving Wages Committee und des Consultative Committee on Kosher Meat Prices.
Aufgrund seiner Stellung als bekannter Jude im öffentlichen Leben Großbritanniens geriet Samuels Ende der 1930er Jahre ins Visier der Polizeiorgane des nationalsozialistischen Deutschlands: Im Frühjahr 1940 setzte das Reichssicherheitshauptamt in Berlin ihn dann auf die Sonderfahndungsliste G.B., ein Verzeichnis von Personen, die im Falle einer erfolgreichen deutschen Invasion Großbritanniens durch die Sonderkommandos der SS-Einsatzgruppen mit besonderer Priorität ausfindig gemacht und verhaftet werden sollten.
Samuels war Mitglied des Londoner Reform Club. 1958 wurde er mit dem Order of the British Empire ausgezeichnet.

## Familie
Samuels war seit dem 11. September 1918 mit Celine Aronowitz verheiratet. Aus der Ehe ging der Sohn Michael und die als Tochter Miriam, die unter dem Namen Miriam Karlin als Schauspielerin bekannt wurde, hervor.

## Schriften
- The Country Councillor, 1925.
- Education Committees, their Powers and Duties, 1928.
- Industrial Law, Pitman, 1929. (7. Auflage 1967)
- Pensions and Superannuation Funds, 1930. (zusammen mit Bernard Robertson)
- The Local Government Act, 1933, 1934.
- Factory Law, Knight & Co., 1937. (8. Auflage 1969)
- Industrial Workers' Guide, Pitman, 1944. (Übersetzungen ins Hebräische und Tschechische)
- Trade Union Law, 1946. (7. Auflage 1966; Übersetzung ins Japanische)
- Industrial Injuries, 1947.
- Rent Tribunals, 1949.
- Law Relating to Shops, 1952. (3. Auflage 1964)
- The Offices, Shops and Railway Premises Act, 1963, 1963. (2. Auflage 1971)
- Noter-Up and Supplement to Factory Law, 1965.
- Redundancy Payments. An Annotation and Guide to the Redundancy Payments Act, Knight & Co., 1965.
- The County Council. What it is and what it Does, 1969.